# Treriksröset

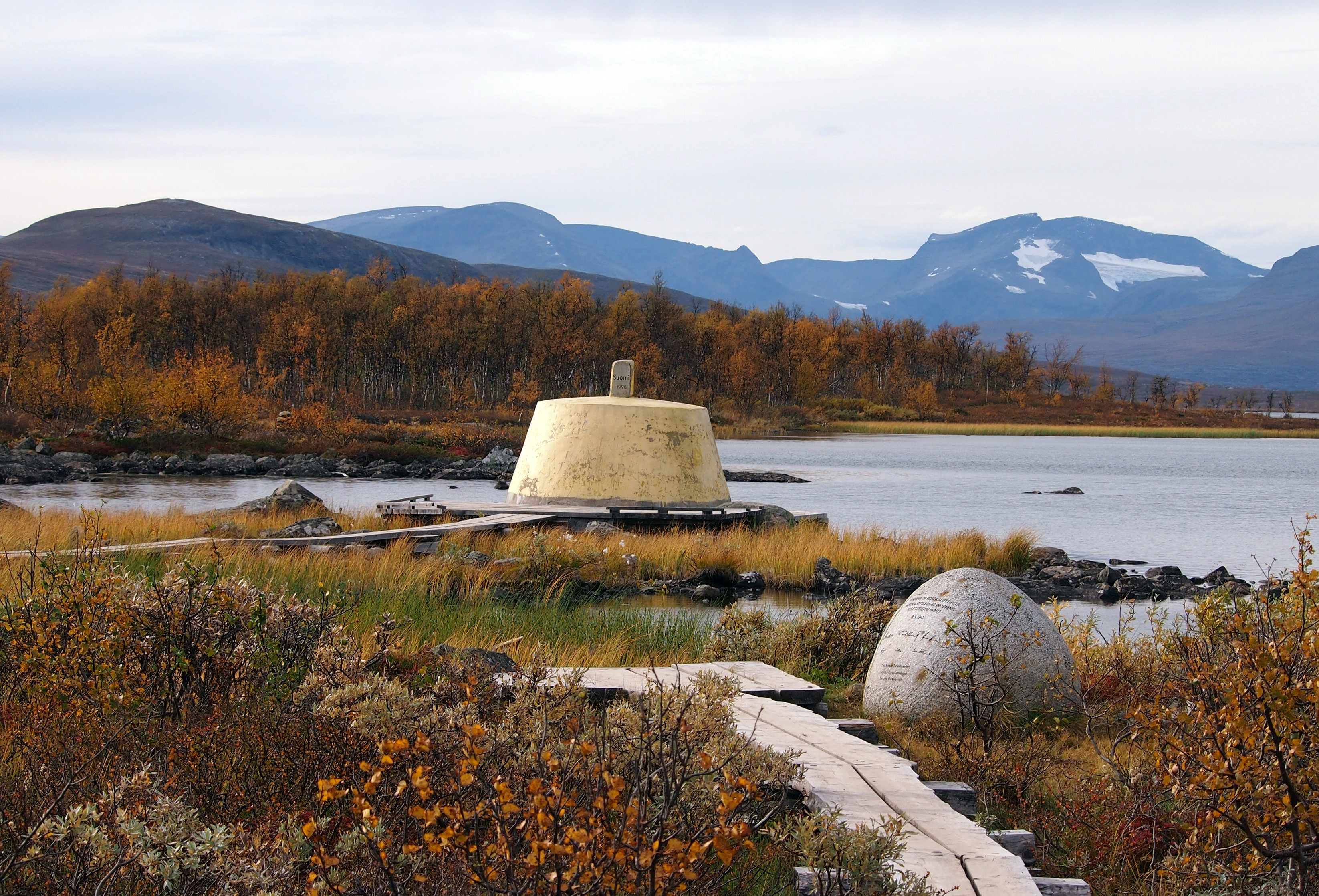
Treriksröset

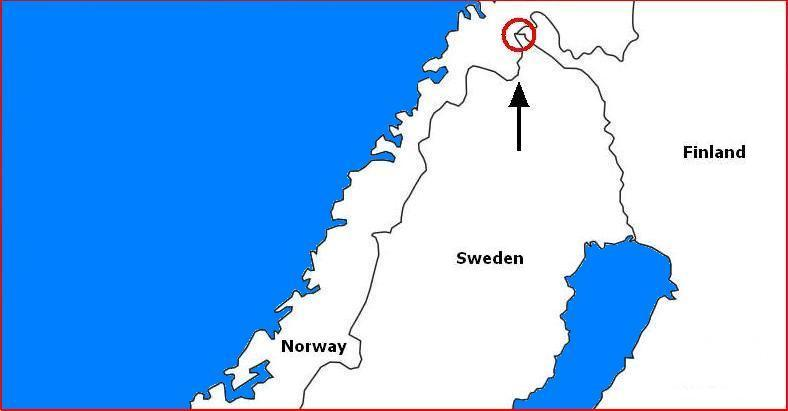
Mapa

Treriksröset (finsky Kolmen valtakunnan rajapyykki, severosámsky Golmma riikka urna, norsky
Treriksrøysa) je umělý ostrov na jezeře Goldajärvi, kde se sbíhají hranice Švédska, Norska a Finska. Je nejsevernějším bodem Švédska a také nejsevernějším trojmezím na světě. Nejbližším sídlem je Kilpisjärvi ve Finsku, vzdálené 11 km. Jezero leží v přírodní rezervaci Malla.
V roce 1897 zde byla vztyčena kamenná mohyla, označující hranici mezi carským Ruskem (k němuž tehdy Finsko patřilo) a Norskem. Po vyřešení pohraničního sporu v roce 1901 uznalo toto trojmezí i Švédsko. Protože původní mužík byl poškozován ledovými krami, nahradil ho v červenci roku 1926 komolý kužel z betonu natřený žlutou barvou. Treriksröset má průměr asi čtyři metry a je vzdálen deset metrů od břehu. Nadmořská výška místa je 489 m.